# Тіт Дідій (народний трибун)
Тіт Дідій (*Titus Didius, прибл. 178 до н. е. —після 140 до н. е.) — політичний діяч Римської республіки.

## Життєпис
Був homo novus. Свою кар'єру розпочав під час Третьої пунічної війни, де зумів відзначитися та отримати підтримку впливового політика Публія Корнелія Сципіона Еміліана. У 143 році до н. е. обирається народним трибуном. Під час своєї каденції провів через коміції закон проти розкоші, який розвивав і розширював закон Фанія 161 року до н. е. Цей закон (Lex Didia sumptuaria) поширював положення про обмеження розкоші, встановлені Гаєм Фаннієм, на всю Італію. Також новий закон встановлював відповідальність не тільки для господарів на бенкетах, влаштованих із зайвою розкішшю, а й для їхніх гостей.
В подальшому він домагався еділітета, але марно. Після цього відійшов від політики. Про подальшу долю немає відомостей.

## Родина
- Тит Дідій, консул 98 року до н. е.